# هتون، چشر غربی و چستر
هتون (به انگلیسی: Hatton) یک روستا و محله مدنی در بریتانیا است که در چشر غربی و چستر واقع شده‌است. هتون ۱۹۸ نفر جمعیت دارد.